# عقدة إليكترا
عقدة اليكترا، هو مصطلح وضعه كارل يونغ ويشير إلى التعلق اللاوعي للفتاة بأبيها وغيرتها من أمها وكرهها لها، واستوحى فرويد هذا المصطلح من أسطوره إليكترا اليونانية وهو يقابل عقدة أوديب لدى الذكر.

## نظرة عامة

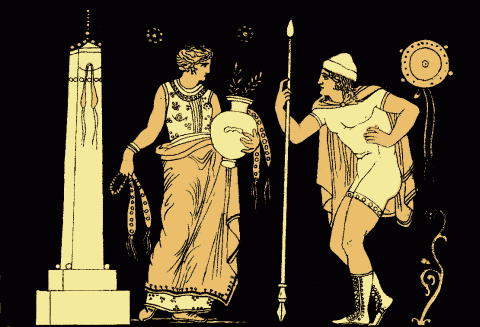
إليكترا وأوريستيس

«عقدة أوديب الأنثوية» كما كان يسميها فرويد، وضِعت من قبله كنموذج نظري مرادف لعقدة أوديب. اقترح كارل يونغ اسم عقدة إليكترا لنظرية فرويد، مستلهمًا ذلك من الأسطورة إلكترا الإغريقيّة، التي أرادت من أخيها أن يثأر لموت أبيها أغاميمنون، وذلك بقتل أمّهما كليتمنسترا، وذلك لأنّها شاركت في قتل زوجها، والد إلكترا.
في عقدة إلكترا، تقترب البنت من أبيها وينتابها شعور غيرة تجاه أمها لأنها تراها عقبةً تقف أمامها في طريق الاستحواذ على أبيها. وتحاول الفتاة إبعادها ولكنها لا تقدر ومن هنا يأتى تمثل الطفلة بأمها واكتساب عاداتها وأفكارها وسلوكياتها. كما يتأتى هنا أهمية عقدة الكترا.
جاءت فكرة تلك العقدة أساسًا من فرويد الذي استوحاها من عقدة أوديب ثم وسّع أفكاره وطوًرها. مع أنّ فرويد جاء بفكرة العقدة، إلَّا أنّ الذي أطلق عليها هذه التسمية هو كارل يونغ عام 1913. رفض فرويد في واقع الأمر التسمية التي أطلقها يونغ صراحةً، لأنّها - على حدِ تعبيره - «تسعى لتوطيد فكرة التشابه بين سلوك كلا الجنسين». لذلك، كان فرويد يستخدم في جميع كتاباته تعبير «عقدة أوديب الأنثوية».
كانت أبحاث فرويد حول سيكولوجية الإناث، ولا سيما تلك المتعلقة بالغريزة الجنسية، محدودةً ومُقيدةً بالأعرافِ الاجتماعية. كانت المرأة في ذلك الوقت تُعتبر مجرد أداةً للجنس، كما كانت المريضات اللواتي كنّ يذهبن لعيادته موسوم على أجسادهنّ بأنّهنّ منحلات أخلاقيّاً.

## الخصائص
تنبع الطبيعة الديناميكية للعلاقة بين الأم وابنتها في مجتمع إلكترا من حسد الأم للقضيب، والتي كانت السبب أيضًا في ختان الفتاة. ومع ذلك، عند إعادة محاذاة جاذبيتها الجنسية مع والدها (الجنس الآخر)، تقوم الفتاة بقمع المنافسة النسائية المعادية، خوفًا من فقدان حب أمها. يطور هذا الاستيعاب من جانب الأم الأنا العليا، كما يُنشئ للفتاة هوية جنسية منفصلة. بدون القضيب، لا يمكن للفتاة أن تستحوذ على أمها جنسيًا كما تتطلب هويتها الطفولية. وبالتالي، تُعيد الفتاة توجيه رغبتها في الاتحاد الجنسي لدى والدها، وبالتالي تتطور إلى أنوثة الجنس الآخر، والتي تبلغ ذروتها عند حملها. وعلاوة على ذلك، يشمل التطور النفسي الجنسي للفتاة نقل المنطقة المثيرة للشهوة الجنسية من البظر الطفولي إلى المهبل البالغ. اعتبر فرويد أن عقدة أوديب الأنثوية أو عقدة إلكترا كما أسماها يونغ أكثر عاطفية من عقدة أوديب بالنسبة للذكر، مما يؤدي في الغالب، إلى امرأة ذات شخصية خاضعة وذات ثقة أقل.
في كلا الجنسين، توفر آليات الدفاع قرارات انتقالية للصراعات بين محركات الهوية ومحركات الأنا. تُعتبر أول آلية دفاعية هي الضغط، ووقف الذكريات، والنبضات العاطفية، وأفكار العقل الواعي. ومع ذلك، لا يحل ذلك نزاع هوية الأنا. آلية الدفاع الثانية هي الهوية، التي يكتيب الطفل من خلالها خصائص الشخصية لوالده إن كان ذكرًا أو أمه إن كانت أنثى. يسهل ذلك للفتاة أن تتكيّف مع أمها، لأنها تدرك أن كونها من الإناث يعني عدم امتلاكها لقضيب ذكري، وبالتالي لا تُعدّ من الخصوم. إذا لم يتم حل المنافسة الجنسية للوالد المقابل في الجنس، يمكن أن يؤدي هذا إلى أن تصبح الفتاة امرأة تطمح باستمرار للسيطرة على الرجال حسدًا لامتلاكهم قضيب، إما كمرأة مغرية على نحو غير عادي كنوع من أنواع التقدير العالي للنفس، أو امرأة خانعة بشكل غير عادي كنوع من تدني احترام الذات. قد يؤدي ذلك في الذكر إلى أن يصبح رجلاً طموحًا أكثر من اللازم. ولذلك، فإن يعتبر التعامل مع مرضى عقدة إلكترا بشكل مرضي ذا أهمية كبيرة في تطوير الأنا العُليا للأطفال، لأن الفتاة تقوم من خلال التعرف على أحد الوالدين إضفاء الطابع الداخلي على الأخلاق وتختار الامتثال للقواعد المجتمعية بدلاً من أن إجبارها على الاتزام بها خوفًا من العقاب.

## حالات مدروسة
أشارت دراسة أُجريت في عام 1921 على مرضى في مستشفى الأمراض العقلية بولاية نيويورك، على الأهمية النسبية للمحتوى العقلي في ذهان الهوس الاكتئابي، أن 31 مدمنًا ممن كانوا يعانون من الاكئاب، تم تشخيص 22 منهم (70 ٪) على أنهم مصابون بعقدة إلكترا. وأن 12 من الـ 22 مريضًا قد أًصيبوا بذلك في مرحلة من المراحل المبكرة من التطور النفسي الجنسي.

## إليكترا في الخيال

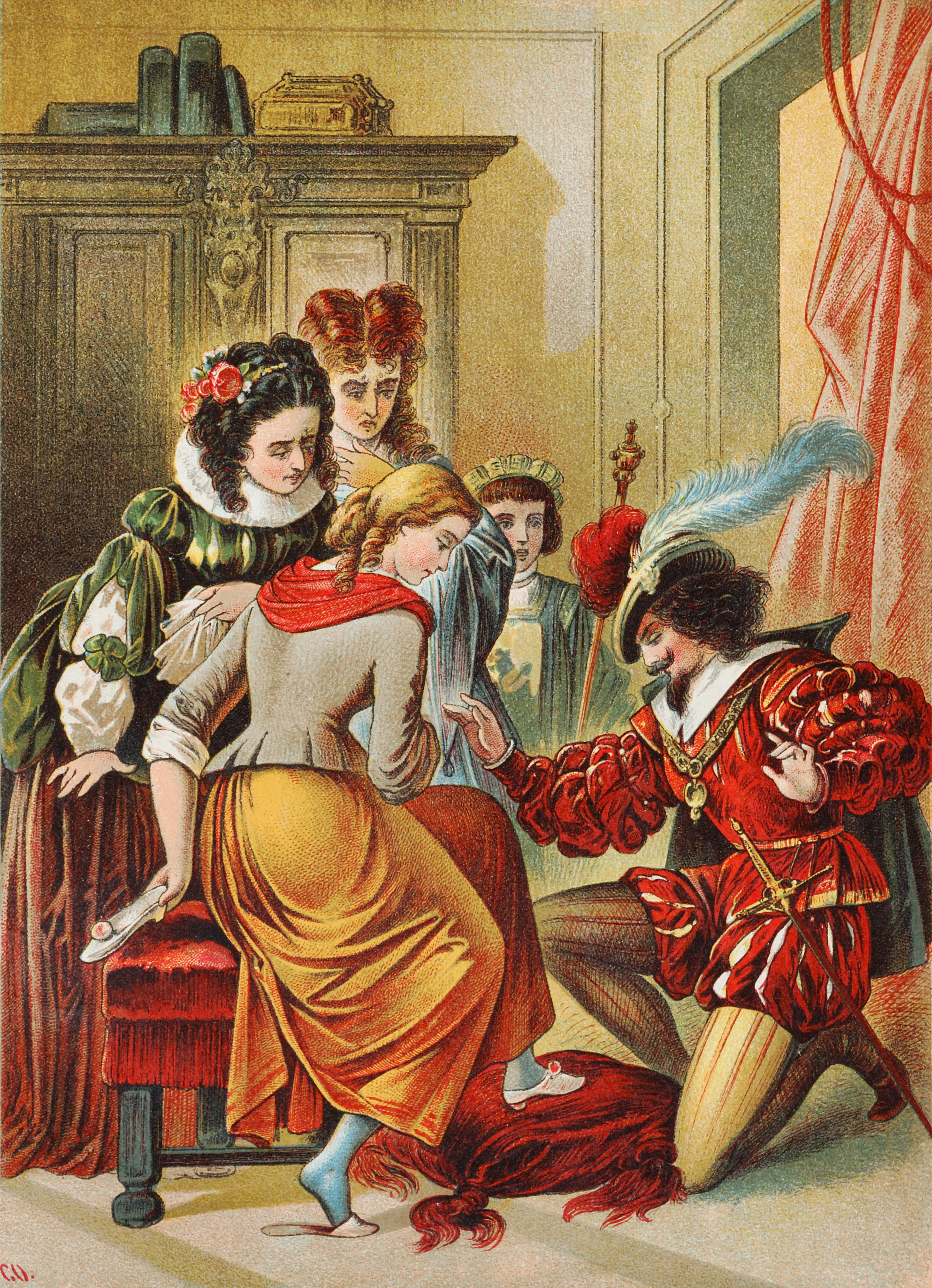
الأمير وسندريلا

يمنح الخيال الناس الفرصة للتواصل مع أبطال القصص الخيالية التي تصور الناس في حال تمكنهم من التصرف بناءًا على رغباتهم أم لا. وفي كثير من الأحيان تقدم الأسطورة أو القصة أو المسرحية أو الفيلم قصة تهدف إلى تخويف الناس من العمل بناء على رغباتهم كنوع من أنواع المساعدة على تعزيز التوافق الاجتماعي.
وفي سياق التنشئة الاجتماعية الطفولية، تفي الحكايات الخرافية للقيام بتلك المهمة. يتعرف الأولاد والبنات مع البطل والبطلة في مسار مغامراتهم. وفي كثير من الأحيان، تحدث آلام للبطل أوالبطلة من قبل زوجة أب شريرة تحقد عليه، أو على كليهما، وتعرقل تحقيقهم لرغباتهم. كما يمكن للفتيات، ولا سيما في الفئة العمرية من ثلاث إلى ست سنوات، أن يتعرفن بشكل خاص على البطلة اللاتي ستحب أميرًا وتقع في غرامه.
وعلاوةً على ذلك، يوجد لد قصص مثل سندريلا شخصيتان من الأمهات، زوجة الأب (المجتمع) والأم الخيالية. تمثل زوجة الأب مشاعر الفتاة تجاه الأم؛ تعلم الأم الخيالية الفتاة أن والدتها تحبها وبالتالي، يجب على الفتاة أن تحاكي النسخة الجيد من سندريلا في حب أمها.

## عقدة إليكترا في الشعر
اعترفت الشاعرة الأمريكية سيلفيا بلاث (1932-1963) بأن قصيدة دادي المنشورة عام 1962 تدور حول امرأة، تعاني من عقدة إلكترا، التي تتكلم فيها عن والدها الميت وزوجها الذي هجرها وتخلّى عنها عاطفيًا. لاحظ كتاب السيرة الذاتية مفارقة نفسية حول حياة الشاعرة بلاث: إذ أنها عرفت والدها لمدة ثماني سنوات فقط قبل أن يموت، وعرفت زوجها لمدة ثماني سنوات قبل أن تقتل نفسها. كان زوجها بالنسبة لها هو والدها البديل، حيث أظهرت في قصيدتها أنه تعرفه على أنه أب مصاص الدماء يطاردها منذ وفاته. في الخلط بين الأب والزوج كرجل واحد، تشير سيلفيا بلاث إلى مساهمتهما العاطفية في حياتها.

## عقدة إليكترا في الموسيقى
في ألبومهم الذي يحمل عنوانًا ذاتيًا، تحتوي ألبوم موسيقي نشره فريق لودو على أغنية بعنوان «عقدة إليكترا».